# Tommy Kejser
Tommy Kejser (født 13. december 1950) er en dansk manager for Lars Lilholt Band, og tidligere bassist mellem 1982 og 1989.